# Smicridea lobata
Smicridea lobata är en nattsländeart som först beskrevs av Georg Ulmer 1909.  Smicridea lobata ingår i släktet Smicridea och familjen ryssjenattsländor. Inga underarter finns listade i Catalogue of Life.